# Станиславово (Кировоградская область)
Станиславово (укр. Станіславове) — село в Благовещенской городской общине Голованевского района Кировоградской области Украины.
До 2020 года входило в Благовещенский район
Население по переписи 2001 года составляло 144 человека. Почтовый индекс — 26421. Телефонный код — 5259.